# Villa Patrizi (Neapel)

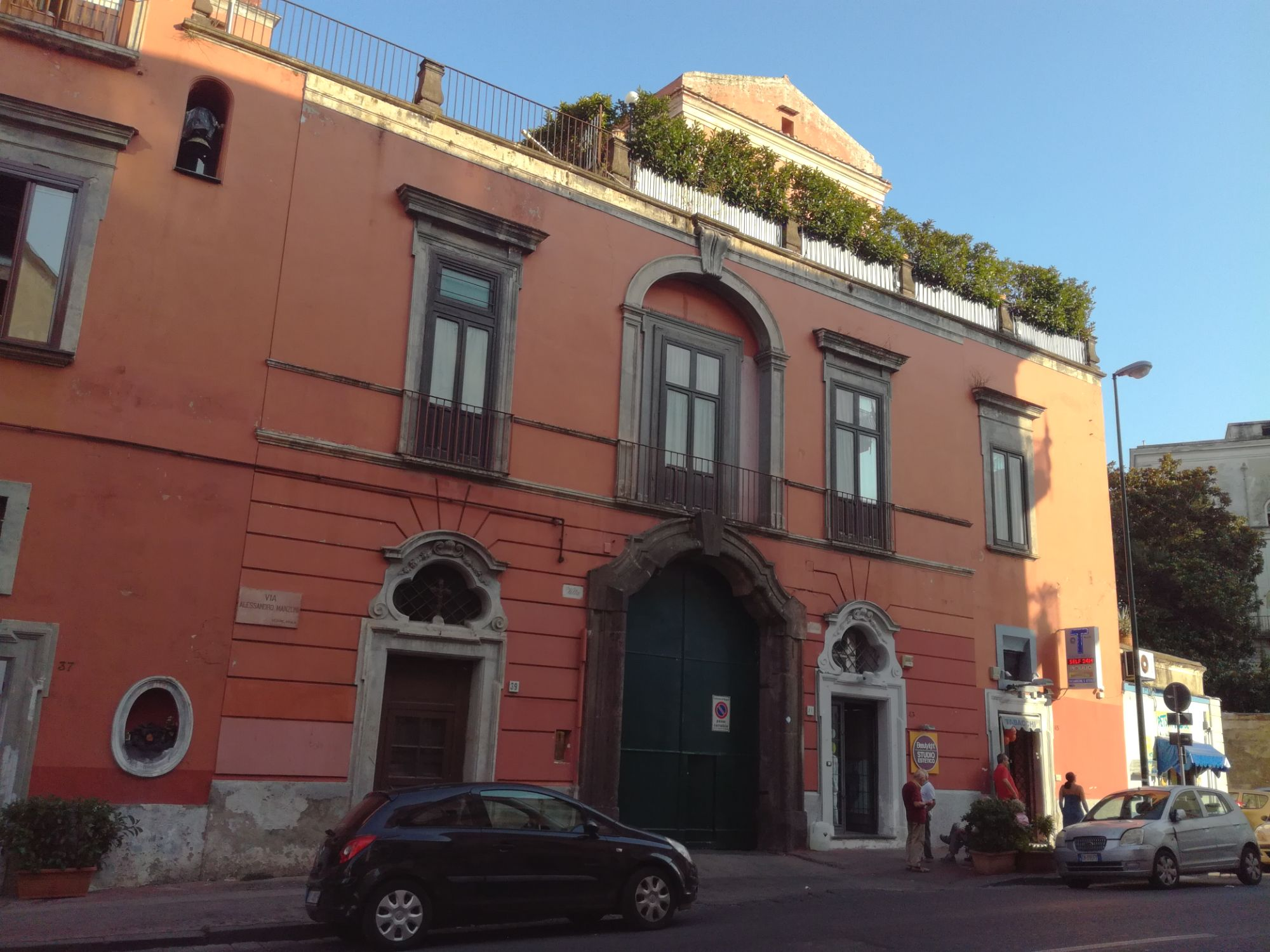
Villa Patrizi in Neapel: Fassade zur Via Manzoni.

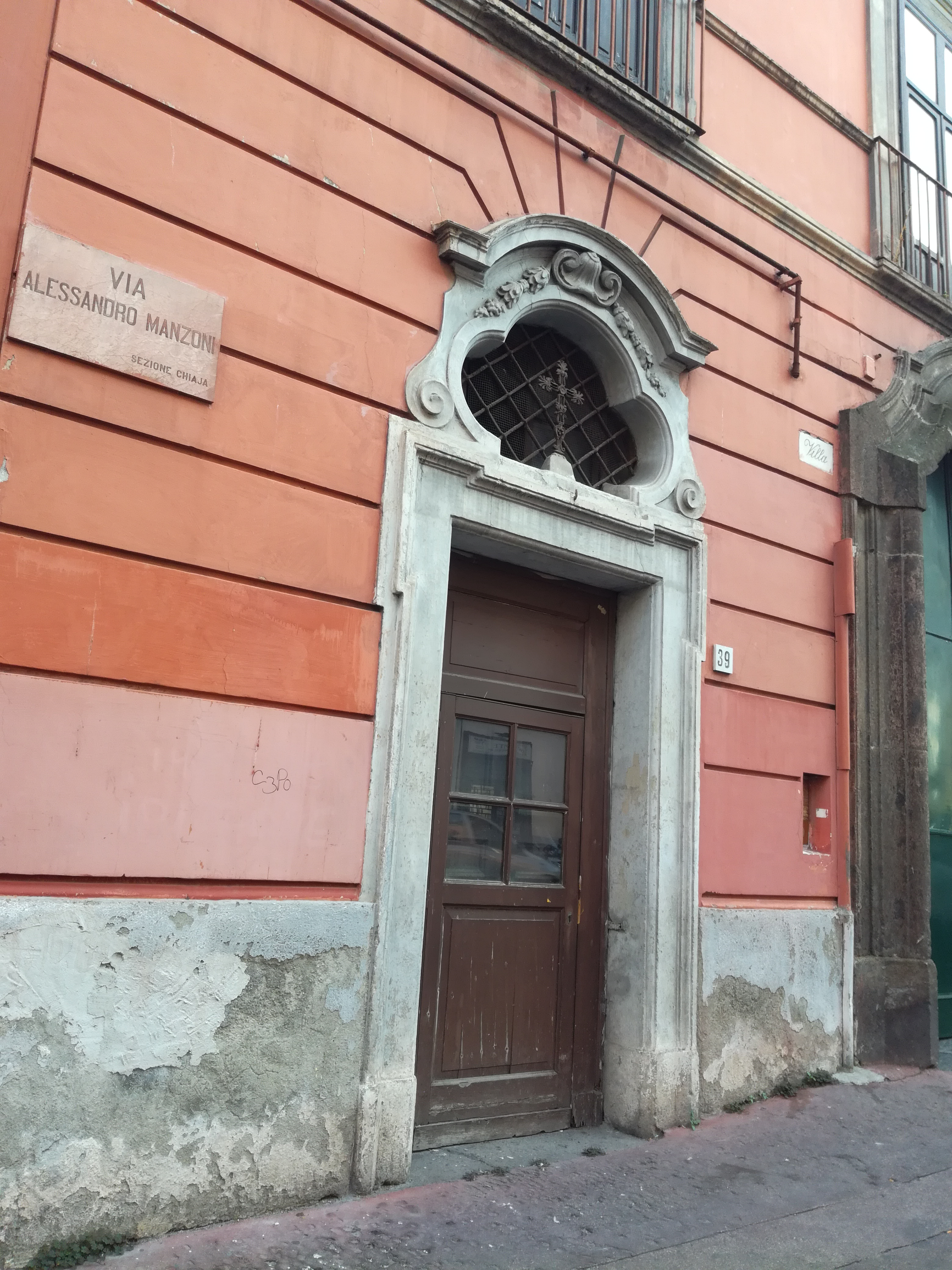
Das Portal der Familienkapelle

Die Villa Patrizi ist ein Landhaus aus 1760er-Jahren im Viertel Vomero von Neapel in der italienischen Region Kampanien. Sie liegt in der Via Manzoni, 41 und stellt ein wertvolles Beispiel der Architektur des Spätbarock dar.

## Geschichte
Im Jahre 1766 kaufte der Markgraf von Ripacandida und königliche Berater, Pietro Patrizi, von Francesco Palomba, Markgraf von Cesa und Baron von Pascarola, eine Villa mit zwei benachbarten Landgütern, ließ sie vergrößern und mit einer Kapelle und einem kleinen Theater ausstatten, die beide noch existieren.
In der ersten Hälfte des 19. Jahrhunderts erlebte die Villa ihre Glanzmomente. Tatsächlich organisierte die Familie Patrizi, der dieser Komplex gehörte, früher Abende mit Aufführungen und kulturelle Veranstaltungen, an denen häufig auch Gäste des Königshauses und der europäischen Aristokratie, die sich gerade in Neapel aufhielten, teilnahmen.
Zu den Persönlichkeiten, die den Komplex der Villa besuchten und bezaubert wurden, zählen auch der Kaiser Joseph II. von Österreich-Ungarn und der bekannte Dichter der Romantik, August von Platen-Hallermünde.

## Beschreibung
Die Villa hat einen Innenhof mit Vorhallen, Remisen für die Wagen und Ställen für die Pferde. Unter den Wohnräumen gibt es auch zahlreiche Säle mit Gewölben und Wänden, die mit Fresken versehen sind. Darüber hinaus ist sein kleines Theater erhalten, das einzige „Palasttheater“ aus dem 18. Jahrhundert, das in Süditalien intakt erhalten geblieben ist. Seine kleine Bühne ist mit einem alten Vorhang ausgestattet, der mit den Allegorien der Musen bemalt ist. Dort waren bedeutende Sänger und Schauspieler bei Vorführungen mit ein oder zwei Personen zu Gast: Von Sergio Bruni bis Leopoldo Mastelloni, von Pepe Barra bis Rosalia Maggio und Ida Di Benedetto. An der Fassade bildet das linke Portal den Eingang zur Familienkapelle des Komplexes.
In der Villa finden heute Tagungen, Ausstellungen und Konferenzen statt.